# 王均 (1891年)
王均（1891年—1936年11月8日），字治平，云南呈贡县大河口村人，国民革命军第三军军长。追赠国民革命军上将。

## 生平
生于儿科中医家庭。
1936年9月8日，毛泽东致信王均：

治平先生：
从井冈山就同先生打起，打了十年，也可以休息了！我们致国民党书，为了共同抗日，实全国一致之要求，先生爱国健儿，对此谅有同感！朱玉阶同志极愿与先生合作，如能与之互通声气，自己元气少消耗一分，则抗日力量多保存一分。两党合作之局既为时不远，双方前线宜尽量减少冲突。如何之处，敬候卓裁。顺颂勋祺。不一。
毛泽东
九月八日

1936年11月8日，东北军奉命攻打陕北红军，王均乘军用飞机赴前线督战，在甘肃省通渭县马营西浪石滩机毁人亡。追授陆军上将衔，葬南京中山陵旁。